# 黑龙宫 (黑龙潭公园)
黑龙宫位于中国云南省昆明市盘龙区茨坝街道黑龙潭社区黑龙潭公园内，原为龙泉观的一部分，位于龙潭旁边，称为下观，现已自成一个建筑单元，共3间，分为前后两院，正殿居后，单檐歇山顶，面阔3间。此地元初有庙，明洪武二十七年（1394年）改建为龙神祠，现存建筑大都为清嘉庆年间重修，故现存建筑皆为清代式样。古代黑龙宫为祭龙求雨的场所，原有龙王及其水族塑像，已全被毁弃，仅建筑物保存较为完好。1993年与龙泉观一起被云南省人民政府公布为第四批省级文物保护单位。